# 아달라흐 이븐 야신
아달라흐 이븐 야신 혹은 압달라 이븐 야신(영어: Abdallah Ibn Yasin, ? ~ 1059년 7월 7일)은 이슬람교의 신학자이자, 무라비트 왕조의 건국자이다.

## 생애
아달라흐 이븐 야신은 수(Sous) 지역에 거주하던 산하자(Sanhaja) 부족 계열의 게줄라(Jazulah) 부족 출신으로이다. 말리키 신학자였으며, 왁가그 이븐 잘루 알-람티(Waggag ibn Zallu al-Lamti)의 제자로서 아글루(Aglu, 오늘날의 티즈니트) 마을에 위치한 리바트인 다르 알-무라비틴(Dar al-Murabitin)에서 공부하였다. 1046년에는 구달라(Gudala) 족장 야히야 이븐 이브라힘(Yahya Ibn Ibrahim)이 그가 있는 리바트에 찾아와서 그의 스승 왁가그를 만나, 아드라르(Adrar, 오늘날의 모리타니아) 근처의 베르베르족에게 이슬람교 교리를 전파할 사람을 보내달라고 요청하여, 그의 스승 왁가그가 아달라흐 이븐 야신을 보내게 된다. 당시의 산하자(Sanhaja) 부족 대부분이 이슬람교에 대해서 완벽하게 이해하고 있지 않았으며, 표면적으로만 이슬람화되어있었다. 아직 이교도적인 관습이 남아있던 그 지역에 이븐 야신은 정교도적인 수니파의 교리를 가르치기 시작한다.
한편, 이후 구달라 부족의 반란 때에 그는 그 지역에서 제자들과 함께 강제로 물러나야 했으나, 후일에 람투나(Lamtuna) 부족의 족장인 야히야 이븐 우마르(Yahya ibn Umar)와 연합하여 반란을 진압하는데 성공한다.
이븐 야신은 위의 사건을 계기로 람투나족, 마수파(Masufa)족, 그리고 구달라 족을 연합하여 알모라비드 연합을 만들어, 자신은 종교 지도자가 되고 야히야 이븐 우마르는 군사 사령관이 된다. 그 뒤, 1054년에는 마그라와(Maghrawa) 부족이 지배하고 있던 시질마사(Sijilmasa)를 정복하였다.이 즈음, 이븐 야신은 그의 정교학적 교리를 소개하였는데, 가장 대표적인 것으로 술과 음악을 금지시켰고, 비이슬람의 세금 제도를 없앴다. 또한, 전쟁에서 획득한 전리품의 오분의 일은 종교 지도자들에게 바치도록 규정하였다. 그러나 이런 엄격한 이슬람 제도의 도입은 1055년의 반란을 유발하게 된다.

## 같이 보기
- 무라비트 왕조
- 왁가그 이븐 잘루 알-람티